# Heterothele
Genre
Heterothele est un genre d'araignées mygalomorphes de la famille des Theraphosidae.

## Distribution
Les espèces de ce genre se rencontrent en Afrique subsaharienne.

## Liste des espèces
Selon World Spider Catalog (version 26, 23/05/2025) :
- Heterothele affinis Laurent, 1946
- Heterothele atropha Simon, 1907
- Heterothele darcheni (Benoit, 1966)
- Heterothele decemnotata (Simon, 1891)
- Heterothele erdosi Sherwood & Gallon, 2025
- Heterothele gabonensis (Lucas, 1858)
- Heterothele honesta Karsch, 1879
- Heterothele hullwilliamsi Smith, 1990
- Heterothele ogbunikia Smith, 1990
- Heterothele spinipes Pocock, 1897

## Systématique et taxinomie
Ce genre a été décrit par Karsch en 1879 dans les Theraphosidae.

## Publication originale
- Karsch, 1879 : « Zwei neue afrikanische Vogelspinnen. » Sitzungsberichte der Gesellschaft naturforschenden Freunde zu Berlin, vol. 1879, p. 63-66 (texte intégral).